# Tuure Lehén

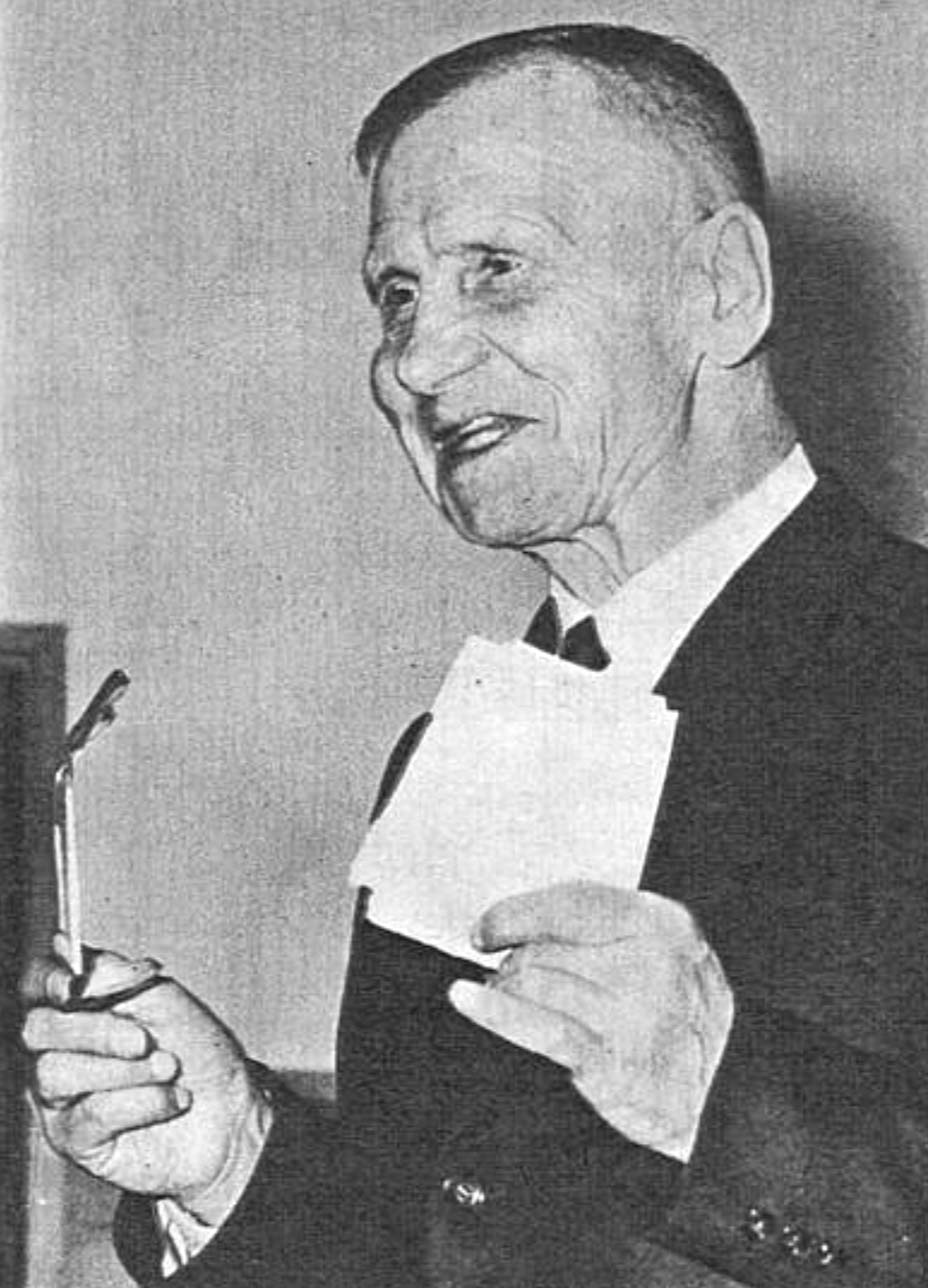
Tuure Lehén i början av 1960-talet.

Tuure Valdemar Lehén, född 28 april 1893 i Jämsänkoski, död 12 oktober 1976 i Helsingfors, var en finländsk politiker. 

## Biografi
Lehén var sekreterare i folkdelegationen under finska inbördeskriget 1918 och deltog i grundandet av Finlands kommunistiska parti i Moskva samma år. Efter de rödas nederlag i inbördeskriget flydde Lehén till Sovjetunionen, där han genomgick militärutbildning med statskupper och revolutionsteknik som specialämnen.  Han arbetade sedan för Komintern, bland annat i Tyskland och i Spanien under inbördeskriget. 1939 var Lehén inrikesminister i Terijokiregeringen under Otto Ville Kuusinen. 1940–1946 var han rektor för universitetet i Petrozavodsk. Han var hedersdoktor i revolutionär taktik i Moskva och hade gett ut en bok i ämnet med titeln Konsten att segra.
Lehén återvände till Finland 1946 och arbetade för förlaget Kansankulttuuri. Genom sina tolkningar av Marx och Engels kom han att bli en av den marxistiska rörelsens ledande teoretiker i Finland.
Han var 1923–1933 gift med Hertta Kuusinen. Tillsammans fick de en son - Juri eller Jurkka - som inte kunde bo tillsammans med föräldrarna på Hotell Lux, där alla utländska kommunister var inkvarterade. Föräldrarna flyttade honom därför till ett barnhem, där han vistades till 12 års ålder.  Modern träffade honom enbart ett par veckor under sommarledigheten och aldrig efter 10 års ålder. I samband med krigsutbrottet 1939 skildes han från mostern Riikka-Sisko, som hållit ett öga på honom, och Tuure Lehéns nya familj, varvid han först flyttades till Petroskoj och därefter bortom Ural. Han dog 1942, vid 18 års ålder, av lunginflammation.  Hertta skrev brev till Otto Wille Kuusinen 1945 och önskade besked om sonen. Han svarade med ett brev ställt till Sovjetunionens Helsingforsambassadör om dödsbeskedet, vilket ambassadören fick framföra. 
Lehén är begravd på Malms begravningsplats i Helsingfors.

### Uppslagsverk
- Lehén, Tuure i Uppslagsverket Finland (webbupplaga, 2012). CC-BY-SA 4.0